# 星虎男
星 虎男（ほし とらお、1938年 - ）は、日本の教育学者、つくば国際大学医療保健学部教授。

## 来歴
新潟県出身。東京教育大学教育学部卒業。東京教育大学卒業後、長野県立盲学校教諭となる。その後、徳島県立盲学校教諭、東京教育大学附属盲学校（現・筑波大学附属視覚特別支援学校）教諭を経て、東京教育大学教育学部講師に就任。後に体育学部に移った。日本におけるスポーツマッサージの権威として知られた。

## 主な著書
- スポーツマッサージ
- 独習ツボ療法
- セルフスポーツマッサージ